# Flèche wallonne 1950
La Flèche wallonne 1950, 14e édition de la course, a lieu le 1er mai 1950 sur un parcours de 235 km. La victoire revient à l’Italien Fausto Coppi, qui a terminé la course en 6 h 24 min 40 s, devant les Belges Raymond Impanis et Jan Storms. Quelques jours après une démonstration légendaire sur Paris-Roubaix, Coppi écrase cette édition de la Flèche wallonne, arrivant avec 5 minutes d'avance sur le deuxième, après une échappée solitaire d'une centaine de kilomètres.
Sur la ligne d’arrivée à Liège, 33 des 87 coureurs au départ à Charleroi ont terminé la course.
La course est l'une des épreuves comptant pour le Challenge Desgrange-Colombo.

## Classement final
| #  | Coureur            | Équipe             |    | Temps           |
| -- | ------------------ | ------------------ | -- | --------------- |
| 1  | Fausto Coppi       | Bianchi            | en | 6 h 24 min 40 s |
| 2  | Raymond Impanis    | Alcyon-Dunlop      | +  | 5 min 05 s      |
| 3  | Jan Storms         | Terrot             |    | 5 min 05 s      |
| 4  | Marcel De Mulder   | Alcyon-Dunlop      |    | 5 min 05 s      |
| 5  | Maurice Blomme     | Bertin             |    | 5 min 05 s      |
| 6  | René Walschot      | Dilecta            |    | 5 min 05 s      |
| 7  | Lionel Vanbrabandt | Mercier-Hutchinson |    | 5 min 05 s      |
| 8  | Jozef Verhaert     | Mercier-Hutchinson |    | 5 min 05 s      |
| 9  | Eduard Van Ende    | Peugeot            |    | 5 min 05 s      |
| 10 | Jean Breuer        | Automoto           |    | 5 min 05 s      |